# Helter Skelter (manga)
Pour les articles homonymes, voir Helter Skelter (homonymie).
Helter Skelter (へルタースケルター) est un manga de Kyōko Okazaki paru au Japon en avril 2003. La version française est éditée par Casterman sous la collection Sakka depuis juillet 2007. En novembre 2023, le manga a été réédité par les éditions Atelier Akatombo.
Il a été adapté en un film live sorti en juillet 2012.

## Distinctions
Le manga a gagné le Prix culturel Osamu Tezuka en 2004.